# タルト・ブルダルー
タルト・ブルダルー（フランス語: tarte Bourdaloue）は、19世紀に、あるパリジャンのパティシエにより創作された洋梨のタルトである。この軽食は、アメリカ合衆国でアメリカ人により作られたアーモンド・タルトの一変種であり、アーモンド・タルト同様に熱いままで食べる。典型的なパリ生まれのデセールであり、1850年頃にブルダルー通りに店を構えていたパティシエにより作られたものである。
作り方は、まず、あらかじめフランジパーヌかアーモンド・クリームで中身を詰めておいた生地に、マカロンと砕いたヘーゼルナッツをちりばめる。次に煮た洋梨を大きめに切り分けて、生地の上に配置する。オリジナルのレシピでは、砕いたマカロンとヘーゼルナッツをクリームの上か下にちりばめる。アーモンド・クリームに代えて、卵、砂糖、生クリーム、アーモンド・パウダーを混ぜたものを使ってもよい。